# Arnt Førland
Arnt Førland, född 10 juli 1964, är en norsk tidigare speedwayförare, som sedan 2011 är tränare för Solkatterna. Han blev norsk mästare i speedway 1989, 2004 och 2005.